# Имисский сельсовет
Имисский сельсовет - сельское поселение в Курагинском районе Красноярского края.
Административный центр - село Имисское.

## Население
| 2010 | 2012  | 2013  | 2014  | 2015  | 2016  | 2017  |
| ---- | ----- | ----- | ----- | ----- | ----- | ----- |
| 1168 | ↗1178 | ↗1206 | ↘1200 | ↗1206 | ↘1190 | ↘1180 |

## Состав сельского поселения
В состав сельского поселения входят 2 населённых пункта:
| № | Населённый пункт | Тип населённого пункта       | Население |
| - | ---------------- | ---------------------------- | --------- |
| 1 | Жербатиха        | деревня                      | ↗298      |
| 2 | Имисское         | село, административный центр | 870       |

## Местное самоуправление
Имисский сельский Совет депутатов
Дата избрания: 14.03.2010. Срок полномочий: 5 лет. Количество депутатов:  10
Глава муниципального образования
- Зоткин Александр Андреевич. Дата избрания: 14.03.2010. Срок полномочий: 5 лет